# Darren McCormack
Darren McCormack (* 29. September 1988 in Edinburgh, Schottland) ist ein schottischer Fußballspieler in Diensten. Er ist bis 2021 gesperrt.

## Karriere
Celtic Glasgow wollte den Schotten im Jahr 2007 verpflichten, doch McCormack unterschrieb einen 5-Jahres-Vertrag bei Hibernian und blieb bei den Hibs. Im September 2007 gab er im beim 4:1-Sieg über den FC Kilmarnock sein Debüt in der Scottish Premier League. Im Sommer 2010 wechselte er zu Ross County in die Scottish Football League First Division. Dort war er Stammkraft in der Abwehr, bis er sich Anfang Januar 2011 verletzte und für den Rest der Saison ausfiel. Anschließend war er ein halbes Jahr ohne Klub, ehe er Anfang 2012 beim FC East Fife in der Scottish Football League Second Division anheuerte. In der Saison 2012/13 sicherte er sich mit seiner Mannschaft in der Relegation den Klassenverbleib. Im Sommer 2013 wechselte er zum FC Airdrieonians in die Scottish League One. Dort fungierte er als Mannschaftskapitän. Nach einer Spielzeit schloss er sich Ligakonkurrent Brechin City an. In der Saison 2014/15 verpasste er mit seinem Team in den Play-offs den Aufstieg. Im April 2017 wurde er positiv getestet und für vier Jahre gesperrt.

### Nationalmannschaft
Im Mai 2008 wurde er gegen Norwegens U-21-Auswahl in das U-21-Team Schottlands berufen. Zuvor war er in der U-19-Nationalmannschaft Kapitän gewesen.